# Placówka Straży Celnej „Wiosło”

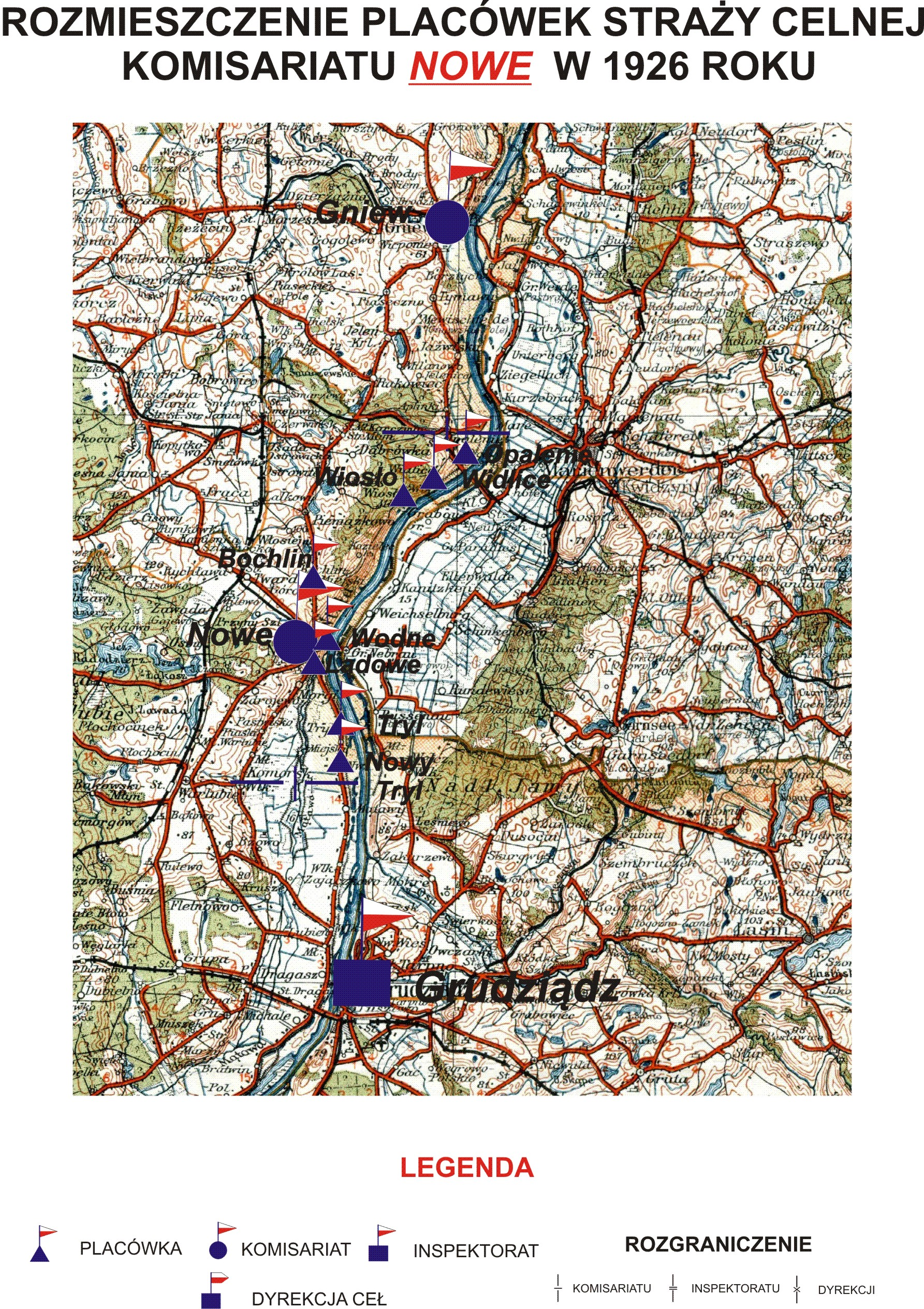
Rozmieszczenie placówek SC komisariatu "Nowe" w 1926 r.

Placówka Straży Celnej „Wiosło” – jednostka organizacyjna Straży Celnej pełniąca w okresie międzywojennym służbę ochronną na granicy polsko-niemieckiej.

## Formowanie i zmiany organizacyjne
Na wniosek Ministerstwa Skarbu, uchwałą z 10 marca 1920 roku, powołano do życia Straż Celną. Od połowy 1921 roku jednostki Straży Celnej rozpoczęły przejmowanie odcinków granicy od pododdziałów Batalionów Celnych. W 1922 roku w Pieniążkowie stacjonował sztab 4 kompanii 16 batalionu celnego. Kompania wystawiała między innymi placówkę w Dużym Wiośle. Pododdziały 16 batalionu celnego zostały zluzowane przez strażników celnych 14 marca 1922 roku o godzinie 12:00 . Proces tworzenia Straży Celnej trwał do końca 1922 roku. Placówka Straży Celnej „Wiosło” weszła w podporządkowanie komisariatu Straży Celnej „Nowe” z Inspektoratu SC „Grudziądz”.
W drugiej połowie 1927 roku przystąpiono do gruntownej reorganizacji Straży Celnej. W praktyce skutkowało to rozwiązaniem tej formacji granicznej. Ochronę północnej, zachodniej i południowej granicy państwa przejęła powołana z dniem 2 kwietnia 1928 roku Straż Graniczna. W strukturach nowo powstałej formacji nie odtworzono placówki „Wiosło”.

## Służba graniczna
Sąsiednie placówki
- placówka Straży Celnej „Bochlin” ⇔ placówka Straży Celnej „Widlice” – 1926[10]

## Funkcjonariusze placówki
Kierownicy placówki
| stopień          | imię i nazwisko, numer   | okres pełnienia służby | kolejne stanowisko |
| ---------------- | ------------------------ | ---------------------- | ------------------ |
| starszy strażnik | Wacław Brzozowski (2362) | był w 1926             |                    |

Obsada personalna placówki w 1926
- starszy strażnik Wacław Brzozowski (2362)
- strażnik Ignacy Lemański (693)
- strażnik Franciszek Lewandowski (1537)